# Felix König
Felix König (1880 – 1945) è stato un alpinista, scienziato ed esploratore austriaco; oltre che un abile alpinista fu un membro della seconda spedizione antartica tedesca di Wilhelm Filchner, che fallì nel suo tentativo di determinare la natura dell'eventuale collegamento tra il Mare di Weddell e il Mare di Ross.

## Biografia
Abile esploratore acquisì una certa esperienza dell'Artico in Groenlandia e in base a questo fu scelto come membro della seconda spedizione antartica tedesca di Wilhelm Filchner, del 1911-1913, che fallì nel suo tentativo di determinare la natura dell'eventuale collegamento tra il Mare di Weddell e il Mare di Ross e quindi risolvere la questione relativa, se il continente fosse un'unica massa continentale o un gruppo di diversi elementi. Nel corso della spedizione König fece parte insieme a Filchner del gruppo che smentì l'esistenza della terra conosciuta come Nuova Groenlandia del Sud o "Terra di Morrell", presumibilmente scoperta nel 1823 dal capitano dei cacciatori di foche americano Benjamin Morrell.
Al suo ritorno in Austria, König cercò di continuare il lavoro incompiuto di Filchner, e a questo scopo organizzò una spedizione antartica austriaca, che sperava sarebbe partita nell'estate del 1914. Tuttavia, scoprì che i suoi piani erano in conflitto con quelli dell'inglese Ernest Shackleton, che contemporaneamente stava preparando la spedizione imperiale transantartica su linee simili. I tentativi di conciliare le due iniziative fallirono; in effetti, la spedizione di König fu abbandonata nell'agosto 1914 allo scoppio della prima guerra mondiale, nella quale prestò servizio come ufficiale nell'esercito austriaco. Fu catturato e trascorse gran parte del conflitto come prigioniero di guerra in Siberia. Non tornò più in Antartide.

## Nell'Artico con la spedizione Filchner del 1911–1913

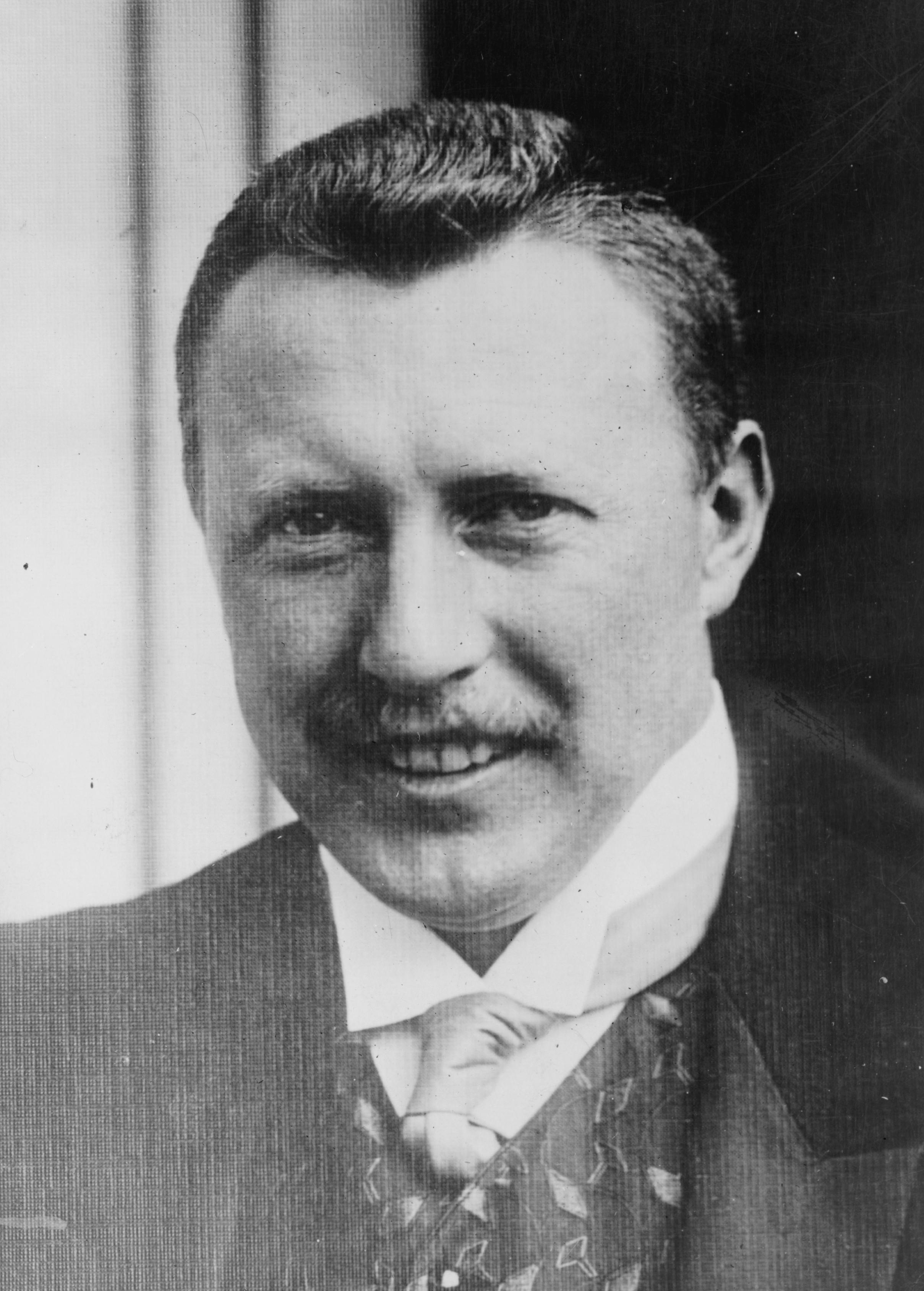
Wilhelm Filchner

L'obiettivo geografico principale di questa spedizione era determinare la relazione tra le masse continentali orientali e occidentali dell'Antartide; erano collegati via terra o c'erano due masse continentali separate dall'acqua? La spedizione avrebbe comportato un viaggio su un terreno inesplorato e le esperienze alpine di König avrebbero potuto essere una risorsa preziosa per il buon successo della missione.
La nave da spedizione "Deutschland" entrò nel Mare di Weddell nel gennaio 1912 e penetrò fino a 77°44'S. La nave raggiunse un'insenatura, che Filchner chiamò Vahsel Bay, in onore del capitano della "Deutschland", Richard Vahsel. Qui tentò di allestire il suo campo base sul mare di Weddell, purtroppo su ghiaccio insicuro; i cambiamenti dei venti e delle maree fecero sì che l'iceberg si liberasse, trascinando con sé l'accampamento. La maggior parte del loro equipaggiamento fu recuperato, ma dopo diversi tentativi di ristabilire la base la nave rimase intrappolata nel ghiaccio e iniziò ad andare alla deriva verso nord. La spedizione sopportò così un lungo e frustrante inverno intrappolata nel ghiaccio del Mare di Weddell.
La questione se il controllo generale della spedizione spettasse a Filchner o al più esperto Vahsel che era stato secondo ufficiale della spedizione Gauss del 1901-1903 non era stata risolta in modo soddisfacente e creò una situazione di comando diviso. Dietro questi leader alternativi si formarono fazioni, seguite da animosità e minacce di violenza. König, fermamente allineato con Filchner, affermò che gli avevano sparato attentando alla sua vita; lo stesso Filchner era solito dormire con le porte della tenda chiuse con una pistola carica al suo fianco, per protezione.
Nel corso della deriva invernale, König partecipò con Filchner a un viaggio sul ghiaccio per indagare sulla posizione della terra avvistata dal cacciatore di foche americano Benjamin Morrell nel 1823. Ciò comportò un viaggio pericoloso su quasi 40 miglia di insidioso ghiaccio marino. Non trovarono traccia della terra e i sondaggi di profondità confermarono che non c'era terra nelle vicinanze.
La "Deutschland" riuscì finalmente a fuggire dal ghiaccio alla fine di ottobre 1912 e raggiunse la Georgia del Sud il 19 dicembre. Qui la spedizione si sciolse; tornato in Germania, Filchner fu in gran parte esonerato dalla colpa per la debacle, ma aveva perso il gusto per l'esplorazione polare e decise di tornare al suo campo di lavoro originale, nell'Asia centrale e orientale.

## Proposta e preparativi della spedizione antartica austriaca

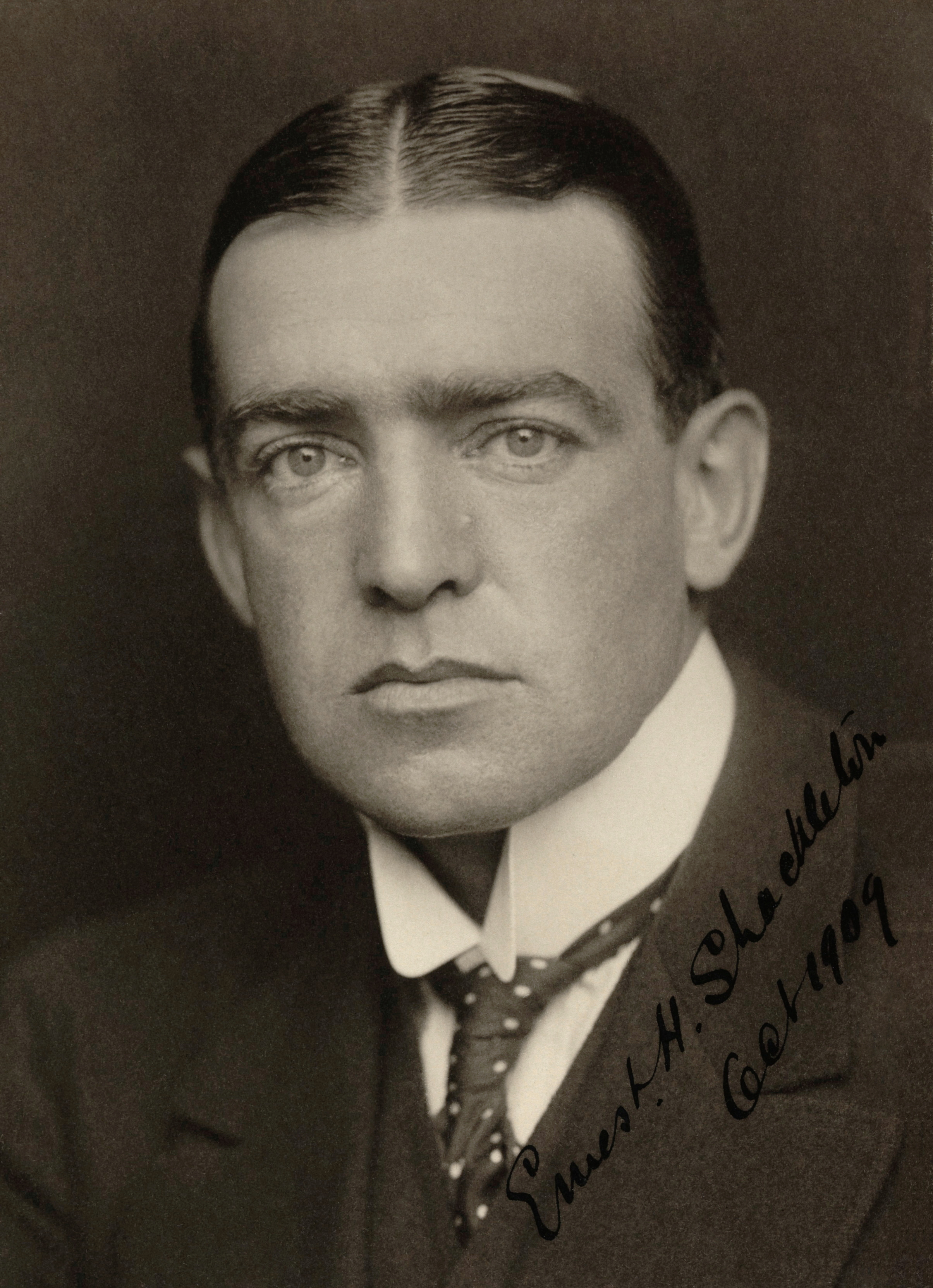
Ernest Shackleton

Tornato in Austria, e non scoraggiato dai fallimenti di Wilhelm Filchner, König fu pronto a ritornare in Antartide per continuare il lavoro scientifico. Iniziò ad organizzare la spedizione antartica austriaca e, con l'appoggio dell'influente conte Johann Wilczek, riuscì ad acquistare la nave "Deutschland", a cui cambiò nome in "Osterreich". I suoi piani furono sostenuti da Filchner e, tra gli altri, Roald Amundsen e Otto Nordenskjöld. König ottenne anche la benedizione della famiglia imperiale austriaca.
Tuttavia König dovette affrontare la concorrenza. Fin dal suo ritorno dal quasi incidente polare nel 1909, anche l'inglese Ernest Shackleton aveva preso in considerazione l'idea di un ulteriore viaggio verso sud. Nel marzo 1912 apprese che Amundsen aveva raggiunto il Polo Sud. L'idea di una traversata trans-antartica divenne il suo obiettivo e aveva discusso in precedenza con William Speirs Bruce, leader dell'ex spedizione antartica nazionale scozzese 1902-1904, i cui piani per realizzare tale traversata erano stati bloccati dalla mancanza di finanziamenti. Quando, nel gennaio 1913, Shackleton apprese che Filchner aveva fallito nel suo obiettivo principale, si sentì libero di sviluppare il proprio progetto, basato sulla creazione di quartieri invernali a Vahsel Bay. 
Nel frattempo, in Austria, König rivelò formalmente i suoi piani ad una riunione del comitato della Società Geografica Austriaca nel gennaio 1914. Nella riunione si rese noto che Shackleton stava pure proponendo un piano simile, il che significava che due spedizioni, con obiettivi sostanzialmente simili, avrebbero operato nel paese, nella stessa zona dell’Antartide e nello stesso periodo. König affermò che Filchner gli aveva trasferito i suoi diritti di priorità nell'area di Vahsel Bay e che Shackleton avrebbe dovuto quindi andare altrove. L'ex presidente della Royal Geographical Society, Sir Clements Markham, figura influente, concordò: "Bisogna lasciare a König la zona dove ha lavorato in passato". Questa posizione era simile a quella che Shackleton aveva sperimentato con il capitano Scott, prima della spedizione Nimrod del 1907, quando Scott aveva rivendicato la priorità nell'area del McMurdo Sound nel Mare di Ross e aveva chiesto a Shackleton di trovare un'altra base. Shackleton si era quindi affidato a Scott con riluttanza solo per essere costretto dalle circostanze, quando si trovava in Antartide, a infrangere la sua promessa e stabilire la sua base all'interno dello stretto di McMurdo. Ora, Shackleton era determinato a non cedere e informò la Royal Geographical Society: "Ho lo stesso diritto di utilizzare Vahsel Bay del dottor König ... non posso modificare i piani che ho formulato da tempo".
Con l'avvicinarsi delle date di partenza previste di entrambe le spedizioni nell'estate del 1914, furono fatti tentativi per convincere le due imprese a combinarsi o almeno a cooperare. Filchner invitò Shackleton a Berlino per discutere la situazione e conciliare i propositi, ma Shackleton si mostrò troppo distratto dai preparativi per la sua spedizione e non riuscì a trovare il tempo. Gli eventi furono poi superati dalla crisi che si stava sviluppando in Europa; il 3 agosto, con la guerra imminente, la nave Endurance di Shackleton era ormeggiata a Ramsgate, in attesa di istruzioni da parte dell'Ammiragliato. Lì ricevette dal Primo Lord dell'Ammiragliato, Winston Churchill, l'istruzione di una sola parola "Procedi". Mentre König aspettava con la sua nave nel porto di Trieste ma con lo scoppio della guerra, gli fu ordinato di abbandonare la sua spedizione.

## Carriera alpinistica
Felix König scrisse la storia dell'alpinismo a Graz e lo scelse senza guide così come i grandi scalatori Victor Wolf von Glanvell, Günther von Saar, Karl Ludwig Domenigg, Aemilius Hackere, Hans Reinl. Con essi era solito frequentare le cime delle Dolomiti trentine e friulane,delle Alpi Settentrionali di Stiria delle Alpi della Gail e nel Massiccio del Monte Bianco. 
- 1897 Zimbaspitze-Ostgrat,III+, 2 612 m, (Catena del Reticone) nel Vorarlberg;
- Il 30 aprile 1905 fece la prima scalata della parete sud del Mitteralpenkogels (Hochschwab) con Karl Ludwig Domenigg, J. Rasul, H.Ruint e Victor Wolf von Glanvell;
- Il 25 luglio 1905 fece la prima ascensione della parete nord dell'Hochschwab (2 678 m) nelle Dolomiti di Lienz accompagnato da Karl Ludwig Domenigg;
- 1905 Daumen-Ostwand, 2 720 m, (Alpi della Gail);
- 1905 Große Galitzenspitze-Westwand, 2 710 m, (Alpi della Gail);
- 1905 Hochstadel-Nordwand,III, 1.300 HM, 2 681 m, (Dolomiti di Lienz, Alpi della Gail);
- 1905 Croda del Becco-Nordwand con Karl Ludwig Domenigg-Weg,III+, 510 HM, 2 738 m, (Alpi della Gail/Dolomiti di Lienz);
- 1905 Kleine Teplitzer Spitze-Südanstieg, 2 450 m, (Alpi della Gail);
- 1905 Teplitzer Spitze-Nordwand Linker Anstieg-Königführe", IV, 3 15 HM, 2 613 m;
- Nel 1906 apri la "via tedesca" sul monte Triglav con Hans Reinl e Karl Ludwig Domenigg. Il Triglav, "Tricorno" è la vetta più elevata delle Alpi Giulie (2863 m) e della Slovenia. La sua cupola sommitale, che si erge elegante sopra l'ampia parete nord, domina imponente la Valle di Vrata. A lungo tentata invano, fu scalata il 26 agosto 1778 da Lorenz Willonitzer, Stefan Rožič, Matthäus Kos e Lukas Korošek. La parete nord, larga 3 km e alta oltre 2 000 m, è una delle più grandiose delle Alpi Orientali;
- Il 24 giugno 1906 salì la parete del Grober Griesstein (2 015 m), una delle montagne più imponenti delle Alpi dei Tauri orientali, con Roderich Kaltelbrunner, Karl Greenitz e Günther von Saar alta 700 metri, estremamente fragile e soggetta alla caduta di massi[1];
- 1907 Hochgolling-Ostwand, 2 862 m, (Tauri di Schladming e di Murau);
- 1907 Großer Grieskogel-Westwand, 1 999 m, (Monti di Tennen);
- 1907 Seekogel-Westwand,III, 350 HM, 2 811 m, (Rosengarten);
- 1909 Dôme de Rochefort, 4 015 m, Aiguille de Rochefort, 4 001 m,- Mont Mallet, 3 989 m (Monte Bianco);
- Il 24 agosto 1909 sembra, ma non certo, effettuò la prima ascensione della Punta Croz delle Grandes Jorasses con Eleonore Hasenclever, Wilhelm Klemm e Richard Weitzenböck salendo per il Reposoir e il sovrastante costone roccioso, tirando diritto e così raggiungendo la cresta sommitale più vicino alla Punta Croz che alla Punta Elena;
- 1932 Großer Grieskogel-Westwand, 1 999 m, (Monti di Tennen).

## Prima guerra mondiale
König si arruolò nell'esercito austriaco, combatté in Galizia e nel settembre 1915 fu catturato e inviato a Krasnoyarsk in Siberia come prigioniero di guerra. Durante la sua lunga prigionia, la comunità scientifica fece inutili tentativi per ottenere il suo rilascio. König riuscì finalmente a fuggire nel giugno 1918, ma non ritornò mai più in Antartide. Il suo nome, tuttavia, è perpetuato nella regione dal ghiacciaio König nella Georgia del Sud, nominato nel 1929 da una spedizione tedesca sull'isola. L'"Osterreich" fu requisita per essere utilizzata dalla Marina austro-ungarica come dragamine e prestò servizio fino a quando fu affondata da un siluro nel mare Adriatico nel 1917.

## Onorificenza
L'Antarctic Place-Names Committee del Regno Unito nel 2013 nominò un corso d'acqua glaciale della Georgia del Sud, nell'Atlantico meridionale che scorre verso nord dal Lago König fino alla Baia Fortuna in onore dell'esploratore così come in precedenza era stato fatto per il lago e un ghiacciaio. Difatti il lago, a sua volta, è alimentato dall'acqua di disgelo del ghiacciaio König.